# Zinka Milanov
Zinka Milanov, soprano nacida bajo el nombre de Zinka Kunc ( Zagreb, Croacia, 17 de mayo de 1906-Nueva York, Estados Unidos, 30 de mayo de 1989).

## Biografía
Una de las más notables y temperamentales Prima donna del siglo XX, fue considerada la sucesora de Rosa Ponselle y el mejor exponente de soprano  spinto de su época en el Metropolitan Opera de Nueva York. 
Estudió en Zagreb con la célebre Milka Ternina - la primera Tosca en el Met y Covent Garden -, debutando en Liubliana como Leonora en Il trovatore de Verdi, papel que representaría toda su carrera. Entre 1928 y 1935 cantó en Zagreb, así como en Praga y Dresde.
Fue descubierta por Bruno Walter, quien la recomendó a Arturo Toscanini para el Requiem de Verdi en Salzburgo, 1937.
En 1940 debutó en el Teatro Colón de Buenos Aires como Maddalena en Andrea Chénier y en una de sus raras apariciones como Turandot. Regresó en 1941 como  Santuzza, Desdemona y en 1942 como  Aída, Amelia y Norma dirigida por Hector Panizza. En 1950 debutó como Tosca en La Scala.
Debutó como Leonora en el Metropolitan (con el apellido Milanov, su segundo marido). En 1947 dejó el conjunto fijo del teatro al casarse con el General Ilic, regresando a su patria, entonces Yugoeslavia, donde aparentemente mantuvo un romance con el Mariscal Tito.
Cuando Rudolf Bing se hizo cargo del Metropolitan, Milanov volvió como Prima donna assoluta extendiendo su reinado hasta su retiro en 1966, la noche final del viejo teatro de la calle 39. Entre 1937 y 1966 totalizó más de 450 representaciones con la compañía metropolitana.
Se consideran sus versiones de las dos Leonoras, Aída y Amelia - todas de Verdi- como el patrón vocal establecido. Fue asimismo una importante Tosca, Gioconda, Santuzza, Maddalena, Donna Anna, en cambio su Norma no fue bien recibida.
En su retiro enseñó perfeccionamiento vocal a figuras como Christa Ludwig y Régine Crespin.
Sus anécdotas y arranques de diva son tan legendarios como su canto.

## Discografía de referencia
- Beethoven: Missa Solemnis / Toscanini
- Mascagni: Cavalleria Rusticana / Cellini
- Ponchielli: La Gioconda / Previtali
- Puccini: Tosca / Leinsdorf
- Verdi: Aida / Perlea
- Verdi: Il Trovatore / Cellini
- Verdi: Un Ballo In Maschera
- Verdi: Requiem / Toscanini